# 이성주 (축구 선수)
이성주(한국 한자: 李聖柱, 1999년 4월 3일 ~ )는 대한민국의 축구 선수로, 포지션은 골키퍼이다. 현재 FC 목포 소속이다.